# 成田可菜絵
成田 可菜絵（なりた かなえ、1987年5月9日 - ）は、北海道北斗市（旧上磯町）出身の女子競輪選手。日本競輪選手会大阪支部所属、ホームバンクは岸和田競輪場。日本競輪学校（当時。以下、競輪学校）第112期生。師匠は古原勝己（60期）。

## 経歴
小学校のときに陸上競技を始めて、中学2年となった2001年第28回全日本中学校陸上競技選手権大会100mと200mで優勝、翌2002年第29回全日本中学校陸上競技選手権大会100mと200mで2種目2連覇を達成し、4×100mリレーでも優勝して3冠に輝いた。函館大谷高等学校から龍谷大学国際文化学部に進む。大学卒業後、1度は就職したが陸上で鍛えた脚力を競輪に生かしたいと考え、競輪選手を目指すこととなった。しかし本人は、（適性受験ということもあったが）競輪の事務所に挨拶に行くまで競技用自転車に乗ったことはなく、競輪場にすら行ったことはなかったという。
2016年1月14日、競輪学校第112回適性試験に合格。在校競走成績は10位（5勝）。
2017年7月15日、前橋競輪場でデビューし7着。初勝利は同年8月4日の岸和田競輪場、初優勝は2020年1月29日の京王閣競輪場で挙げた（完全優勝）。